# بادخورک مرمری
بادخورک مرمری یا بادخورک خالدار (نام علمی: Tachymarptis aequatorialis) یک گونه از پرندگان در گروه بادخورک‌ها از خانواده بادخورکان است. این یکی از دو گونه در سردهٔ Tachymarptis همراه با بادخورک کوهی (نام علمی: T. melba) است. این گونه به‌طور گسترده در شرق آفریقا و به‌طور محلی در غرب آفریقا یافت می‌شود. این گونه در آنگولا، بورکینافاسو، بروندی، کامرون، جمهوری آفریقای مرکزی، چاد، جمهوری دموکراتیک کنگو، ساحل عاج، اریتره، اتیوپی، گابن، غنا، گینه، کنیا، مالاوی، مالی، موزامبیک، نیجریه، رواندا، سیرالئون، سودان، تانزانیا، توگو، اوگاندا، زامبیا و زیمبابوه است.